# Guamúchil (Sinaloa)
Guamúchil es una ciudad del estado de Sinaloa, México y es la quinta ciudad más grande de la entidad. Igualmente, es la cabecera del municipio de Salvador Alvarado y de la región llamada "valle del Évora", que incluye los municipios de Mocorito, Angostura y parte de Badiraguato. Se caracteriza por ser una ciudad de actividad terciaria y de rápido crecimiento.

## Historia
Origen
Según las crónicas, el 4 de junio de 1533, salió de Culiacán rumbo al norte una expedición al mando del capitán Diego de Guzmán, sobrino de don Ñuno, con el propósito de explorar la región.
Sebastián del Évora encabezaba una de las avanzadas, y el día 29 del mismo mes, descubrieron el pueblo de Xuamucheleb (nombre con el que se conoció a Guamúchil en las primeras crónicas).
El mencionado soldado halló una población de alrededor de 1000 indígenas, rebautizándola con el nombre de San Pedro de Guamúchil, en honor al día del santo de la fecha del descubrimiento. Se encontró también el río Mocorito, y remontó su cauce para explorar sus fuentes. Sebastián del Évora vio recompensado su empeño ya que fue nombrado encomendero del Valle del Évora y recibió la anuencia para imponer su apellido al mencionado río Mocorito. Entre los años 1533 y 1540, San Pedro de Guamúchil se convierte en cabecera de la encomienda del Valle del Évora, pero en 1584 la encomienda fue destruida por los indígenas que se negaban a someterse y perder sus tierras. Ante esa devastación la adoración de San Pedro se traslado temporalmente a Chumpolihuixtle y, años después pasó a Alhuey. El 30 de octubre de 1692, por Cédula del rey Felipe V, la encomienda es anulada, por tal motivo, la región del Valle del Évora desaparece. San Pedro de Guamúchil, se convierte en posta o guarnición militar. Siete años después llega a Guamúchil el capitán Manuel Gómez de Maldonado para ocupar la jefatura militar que contaba con una remonta en el potrero de los soldados (Alhuey) una legua de distancia de las casas viejas, rumbo al poniente. Este puesto militar dependía del tenientazgo de San Benito por que allí se encontraba la capitanía general. Guamúchil tenía entre otros, dos puntos de vigilancia: uno era El Batallón de los Montoya y el otro, por el rumbo del El Playón, conocido actualmente como El Playón de los Playan.
Primeros propietarios
El capitán Manuel Gómez de Maldonado, jefe militar de ese puesto y su esposa, María de soberanes, se convirtieron en los primeros propietarios de las tierras de San Pedro de Guamúchil, comprandoselas a la Corona Española. A la muerte de su esposo, la señora María de soberanes, cede o vende las tierras de San Pedro de Guamúchil al alférez Sebastián López de Ayala y Guzmán, quién mando a hacer escrituras públicas, conjuntas de dicho predio y el Yacochito, que ya poseía. Entre los años 1804-1814, los censos parroquiales ya no registran el nombre de San Pedro.
Abandono
El antiguo pueblo vuelve a ser solamente Guamúchil. Los pobladores abandonaron el lugar y levantaron un nuevo asentamiento a ambos margenes del río Évora, desapareciendo el nombre de San Pedro. Este nuevo poblado es el que se conoce como Guamúchil viejo. 
Llegada del tren
En 1904, el señor J. A. Ángel, a nombre de la Southern Pacific, obtuvo una concesión del gobierno porfirista para construir un ferrocarril de Guaymas-Álamos-Culiacán-Mazatlán-Tepic- Guadalajara; las obras se iniciaron en Empalme en agosto de 1905 y en 1907 "la punta de fierro" llegó. Para esto se instaló un campamento de peones del ferrocarril que se llamó Guamúchil, con un almacén improvisado donde se guardaban herramientas y materiales. Don Ignacio M. Borrego, oriundo de Durango, empleado de la empresa, fue el primer jefe de la naciente estación del Southern Pacific en Guamúchil, a él se le confiere el mérito de ser el fundador.
Cuando el tren pasó por Guamúchil, 15 familias aproximadamente vivían en la colonia San Pedro, junto con las que radicaban en el barrio de Guamúchil Viejo.
En 1909 ya hubo comunicación férrea de Guaymas hasta Mazatlán, y la estación fue adquiriendo mayor importancia ya que las máquinas a vapor se proveían de agua en el río Evora, después de hacerlo en San Blas. De la vieja estación, que más parecía escenografía de película, con unas cuantas casas frente a la estación, surgió una pujante ciudad que años más tarde provocaría el nacimiento de un nuevo municipio sinaloense.
Con las obras del Southern Pacific of Mexico la región cobró fuerza y a partir de 1920, Guamúchil se convirtió en uno de los centros económicos más importantes con la bonanza del garbanzo.
En 1907, el bisemanario denominado Voz del Norte, editado en Mocorito por el profesor José Sabás de la Mora hizo especulaciones sobre el futuro de aquella villa con la llegada de la punta de Fierro.
La inminente llegada del ferrocarril les producía inquietudes diversas. En efecto, el ferrocarril representaba para la región del Évora la entrada a la modernidad industrial del porfiriato. Con su llegada nuevas formas económicas aparecerían en el valle y los intereses tradicionales de otros municipios se verían afectados; sin embargo, también existían capitalistas que esperaban con ansia la llegada de la llamada punta de fierro.
Así se concretó Guamúchil con el mundo entero, generando empleo formal e informal. Formal porque contribuyó a la manutención de cientos de familias de ferrocarriles; informal porque generó empleo a muchas amas de casa quienes desde la madrugada preparaban comida y antojitos para venderlos a los pasajeros del tren.

## Geografía
Este municipio es el más pequeño del estado, tiene una extensión de 1,037 km², lo que representa el 1.785 % del total de la entidad.
Está ubicado entre las coordenadas ecuatoriales extremas de los meridianos 107° 44'00" y 108° 12' 11" de longitud oeste y entre los paralelos 25° 11' 03” y 25° 43' 47” de latitud norte, en la parte central del estado.
Sus límites son: al norte con los municipios de Sinaloa y Guasave; al sur con el municipio de Angostura; al este con el municipio de Mocorito y al oeste con el municipio de Angostura. Su cabecera municipal, Guamúchil, está a una altura de 50 m s.n.m.

### Clima
Hay poca variación del clima, predominan fundamentalmente un clima tropical lluvioso en su parte oriental y clima seco estepario con lluvias en verano en el resto del municipio.
La temperatura media anual oscila entre los 24.2 y los 24.9 °C, con máximas que varían de 41 a 45 °C y mínimas de 3 a -3.5 °C.
La precipitación media anual varía de 480 a 642 mm con un escurrimiento anual de aproximadamente 134 millones de m³.

## Demografía
Según los datos del XIV Censo de Población y Vivienda del Instituto Nacional de Estadística y Geografía, Guamuchil cuenta con una población de 65,215 habitantes, convirtiéndola en la 5ª ciudad más poblada de Sinaloa por debajo de Culiacán Rosales, Mazatlán, Los Mochis y Guasave.

### Población de Guamúchil 1921-2020
| Gráfica de evolución demográfica de Guamúchil entre 1921 y 2020                                   |
|                                                                                                   |
| Población de los censos del Instituto Nacional de Estadística y Geografía (INEGI) de 1900 a 2020. |

## Comunicaciones
Esté municipio está ubicado estratégicamente en el centro del estado teniendo acceso a los principales medios de comunicación de pasaje y carga.
| Aeropuertos:       | 0        |
| Aeródromos:        | 1        |
| Puertos marítimos: | 0        |
| Los Mochis         | 119,5 km |
| Culiacán           | 111,5 km |
| Topolobampo        | 127 km   |
| Mazatlán           | 345 km   |
| Guaymas            | 460 km   |

Cuenta con el servicio de ferrocarril para el traslado de productos agrícolas de esta región. Por tierra tienen la carretera México 15 que cruza el municipio y la ciudad cabecera, así como la Costera Benito Juárez con quien se conectan a través de la carretera estatal al municipio de Angostura.
Estaciones de radio
- La Maxi - 92.1 FM
- Vibra Radio - 95.1 FM
- La JL - 99.3 FM

## Servicios públicos
Es un municipio donde el 80.82 % de la población se concentra en la cabecera municipal, lo que los convierte en un municipio prácticamente urbano, con una creciente inmigración de la zona serrana hacia este municipio.

## Cobertura de servicios básicos
| Servicio          | Medio urbano % | Medio rural % |
| ----------------- | -------------- | ------------- |
| Agua potable      | 99,8 %         | 90,0 %        |
| Drenaje           | 99,2 %         | 88,0 %        |
| Alumbrado público | 80,0 %         | 70 %          |

Actualmente Guamúchil cuenta con un área pavimentada de aproximadamente un 35 % de la ciudad.

## Agricultura
Cabe destacar que el Municipio cuenta con un excelente campo agrícola, ya que hace producir a más de 15 cultivos. Muchos de ellos básicos para la Agroindustria Regional y para los mercados de consumo nacional e internacional, tales como cártamo, trigo, soya, maíz, sorgo, hortalizas, garbanzo, hongos, frutas y pastos entre otros. La agricultura es una de las actividades principales.

## Ganadería
En el campo de la ganadería, la existencia de ganado en el Municipio se estiman a 65,565 cabezas, para lo cual se esta trabajando coordinadamente con SAGARPA tanto a nivel Estatal como Federal para distribuir recursos suficientes, para los programas de apoyo a los productores.

## Comercio
El comercio es el principal elemento para el desarrollo y sustento del municipio. El intercambio comercial, que muestra en su evolución económica, ha sido el motor que le ha dado vida a la gran concentración de población de la cabecera municipal.
Por tal motivo, es voluntad de este gobierno municipal, el abrir una oficina gestora en esta materia de desarrollo empresarial.
El municipio de Salvador Alvarado está ubicado dentro del círculo turístico Culiacán-Guamúchil-Mocorito, el cual se caracteriza por contar con edificios coloniales, artesanías y zonas arqueológicas de gran interés. Igualmente se puede disfrutar de la caza y pesca deportiva, la cual forma parte de los deportes favoritos de la sociedad alvaradense; así como de las aguas termales que también son de un gran atractivo turístico en la región.
La ciudad es el centro comercial de la región del Évora.

## Gente notable
- Pedro Infante: Cantante, aviador y actor mexicano, también llamado "el ídolo del pueblo".
- Ana Gabriel: Cantante mexicana, considerada una de las más grandes intérpretes de la música regional mexicana a nivel nacional e internacional por su inconfundible voz.
- Perla Beltrán: Modelo profesional y primera finalista del concurso Miss Mundo 2009.
- Gerardo Espinoza Ahumada: Jugador de fútbol profesional de primera división.
- Ariel Camacho: Cantante de música regional mexicana.
- Luciano Luna: Cantante, productor y compositor ganador de 7 premios Billboard y un Grammy latino.
- Joss Favela: Cantante, productor y compositor.
- Daniel Octavio Valdez Delgadillo: Ex rector de la Universidad Autonoma de Baja California, Terraniente en San Felipe, Baja California, Hábil Piloto de Razor, Analista Politico.
- Gilberto Salomón Vázquez: Conocido como "La Gibertona", famosa Influencers de las redes sociales.

## Deportes
Anteriormente llegó a contar con el equipo de fútbol profesional de Segunda División en la liga premier de ascenso Murciélagos de Guamúchil quienes jugaban en el estadio "Coloso del Dique" con capacidad para 5,000 aficionados. También cuenta con un estadio de béisbol "Alberto Vega Chávez" en el que se juegan partidos de pretemporada de la liga mexicana del pacífico con una capacidad para 6,000 personas. Así como una alberca semi-olimpica donde practican los jóvenes seleccionados de diversas categorías y además un gimnasio de usos múltiples para desarrollar juegos de baloncesto profesional.

## Hermanamientos
La ciudad de Guamúchil está hermanada con la ciudad de Ontario (California) (desde 1982).